# Frontera entre França i Veneçuela
La frontera entre França i Veneçuela és la frontera, íntegrament marítima, que consta de dos segments marítims que separen França (al nivell de Martinica i Guadeloupe) de l'anomenada isla de las Aves, una dependència federal de Veneçuela al Carib des de 1865, situada a 500 kilòmetres de l'illa Margarita.